# Въоръжени сили на Хърватия
Въоръжените сили на Република Хърватия (на хърватски: Oružane snage Republike Hrvatske (OS RH) са организацията, натоварена чрез Конституцията с отбраната на суверенитета и териториалната цялост на страната. 
Формално върховен главнокомандващ на Въоръжените сили е президентът на Република Хърватия, но тъй като страната е парламентарна република реалната власт върху тях се упражнява от министър-председателя, чрез подчинения му министър на отбраната. Видовете въоръжени сили са:
- Хърватска сухопътна войска (Hrvatska kopnena vojska)
- Хърватски военен флот (Hrvatska ratna mornarica)
- Хърватско военно въздухоплаване и противовъздушна отбрана (Hrvatsko ratno zrakoplovstvo i protuzračna obrana)

Република Хърватия е член на Организацията на обединените нации, Европейския съюз и Организацията на североатлантическия договор (НАТО) и освен преките си функции по отбрана на суверенитета и териториалната цялост на държавата, участва и в международни операции по линия на тези организации.

## История
Хърватия съществува като самостоятелна държава за сравнително кратък период от своята история. По време на Средновековието (Х век) най-големите успехи на хърватската войска са победите над армията на Симеон I, когато Първата българска държава разпростира властта си до хърватските земи. Династията на Трпимировците бавно и стабилно увеличава влиянието на хърватското кралство, но прекъсването на династията и изборът на хърватската аристокрацията на унгарския крал за възкачване на престола през 1102 г. слага край на суверенитета на държавата и я вкарва в персонална уния с Кралство Унгария до загубата на унгарската армия от османците при Мохач (1526). В нея голяма част от унгарската аристокрация намира гибелта си, включително и самият крал Лайош II.
Така хърватските земи влизат в персонална уния с императорите на Свещената римска империя – австрийските Хабсбурги, но това е само номинално, тъй като голяма част от унгарските и хърватските земи са завладени от Османската империя и обединените християнски армии под предводителството на австрийците прекарват следващите почти два века в отвоюването им обратно. Тъй като хърватските земи стават контакта зона на конфликта между Виена и Високата порта пограничните общини в хърватските и сръбските владения на Хабсбургите са обособени с особен статут като Военна граница. Това от една страна допринася за воинските традиции на хърватите най-вече в лицето на ирегулярните погранични пехотни подразделения – пандурите и самоорганизираното опълчение, борещо се с османците – ускоците (аналог на българските хайдути), но от друга привлича множество сърби да пресекат границата и да се заселят в хабсбургските владения, което смесва етническия състав на тези територии и посява бъдещите конфликти между сърби и хървати.
Постепенно границата между хабсбургската монархия и Османската империя се измества на юг и югоизток, хърватските земи са окончателно освободени и Военната граница е разпусната като архаично военно-териториално формирование. На подчинение на хърватския бан (вицекрал) Аграм (Загреб) е създадена малобройна войска, която е спомагателна за основните сили на австрийската армия. По-късно тази войска под предводителството на бан Йелачич изиграва решаваща роля за потушаването на Унгарската революция от 1848 – 1849 г. (заедно с нахлулите руски императорски войски) и за спасяването на Хабсбургската монархия. Това допринася значително за застъпничеството на Виена в полза на хърватите пред Будапеща и предприетия от унгарците процес на унгарска културна асимилация („маджаризация“), белязал особено през втората половина на XIX век унгарско-хърватските отношения.
След т.нар. „Аусглайх“ (изравняването на австрийските и унгарските земи в границите на Хабсбургската монархия и създаването на Австро-Унгария) хърватските земи са в персонална уния с унгарските земи и влизат в състава на „Земите на светата апостолическа корона на свети Ищван“ (Унгария, наричана неформално и Транслейтания). Новата монархия има Обща армия (Gemeinsame armee), подчинена на общото военно министерство, отделни австрийска (Ландвеер (немски: Landwehr)) и унгарска (Хонведсег (унгарски: Honvedseg)) армии, подчинени съответно на австрийското и на унгарското военни министерства, както и различни спомагателни формирования. хърватската войска – Кралска хърватска отечествена гвардия (Kraljevsko hrvatsko domobranstvo) влиза в състава на унгарския Хонведсег, формирайки VI Военен окръг с щаб в Аграм.
Но Австро-Унгария губи войната и се разпада, а словенците и хърватите, за да избегнат статута на победени страни на мирните преговори, се присъединяват към Кралство Сърбия, формирайки Кралство на сърби, хървати и словенци, станало по-късно Кралство Югославия, а след Втората световна война и премахването на монархията, след като комунистите на Тито овладяват властта – Социалистическа федеративна република Югославия. Хърватия прекарва Студената война като Социалистическа република Хърватия в състава на федерацията, а самата Югославия след разрива между Сталин и Тито заема неутрална позиция между капиталистическия и социалистическия лагер, ставайки главна движеща сила в Движението на необвързаните държави.
След настъпилата тежка икономическа криза в края на Студената война СФРЮ се разпада. Словения се отделя след краткотраен конфликт с малко жертви с федералната Югославска народна армия, известен като „Седемдневната война“, но Хърватия извоюва независимостта си след далеч по-кръвопролитната, приключила едва през 1995 г. Хърватска война за независимост. По време на войната на базата на хърватското териториално опълчение от състава на федералната Териториална отбрана и хърватската милиция (полицейските подразделения, лоялни на новата власт) са формирани Хърватската гвардия (по-добре въоръжените мобилни подразделения) и „домобранците“ – местното опълчение, зле въоръжено като лека пехота.
Тъй като гвардейците и домобранците са организирани на базата на специализираните милиционерски роти на хърватското МВР и подразделенията на хърватската териториална отбрана, възникват над 100 „бригади“ и „полкове“, но като сравнително по-високо ефективни са считани едва десетината бригади и отделни полкове на гвардията, а повечето „бригади“ и „полкове“ на домобранците не надвишават 200 – 300 души, включително има случаи на „корпуси“ с не повече от 2000 души общ личен състав. След края на Войната за независимост на базата на тези две формирования е създадена Хърватската войска (Hrvatska vojska), преименувана на Въоръжени сили на Република Хърватия (Oružane snage Republike Hrvatske).

## Численост
По актуални данни към май 2016 г. числеността на хърватските въоръжени сили възлиза на 14 506 души активен личен състав, 1513 цивилни служители и няколкохиляди резервисти. От 14 506 души активен персонал 3183 са офицери, 5389 са подофицери, 5393 са войници и моряци, 520 военни специалисти, 337 цивилни техници и 1176 други цивилни служители.
Пълна мобилизационна възможност на всички мъже на възраст между 16 и 49-годишна възраст са 1 035 712, от тях годни за военна служба са 771 323. Задължителната военна повинност е отменена със закон от 1 януари 2008 г.

## Структура

### Министерство на отбраната
Министерството на отбраната на Република Хърватия (Ministarstvo obrane Republike Hrvatske (MO RH)) е институцията на централната власт (правителството), осъществяваща гражданския контрол върху въоръжените сили и изпълнението на военната стратегия на страната, приета от парламента на републиката. Освен това министерството осъществява финансовата и кадровата политика на силите. На негово подчинение са и самостоятелни служби извън контрола на Генералния щаб на Въоръжените сили на Република Хърватия (Glavni stožer Oružanih snaga Republike Hrvatske (GS OS RH)), който е негова интегрална част. Начело стои министър на отбраната, подпомаган от заместник-министър. В структурата на министерството има четири департамента, оглавявани от ресорни помощник-министри на отбраната. Освен че е подчинен на президента на правителството (министър-председателя) на Република Хърватия, министърът на отбраната е член на Съвета за национална сигурност, който ръководи отбранителната политика на страната и работата на специалните служби. Структурата на министерството включва следните длъжности и отдели:
Министър и заместник-министър на отбраната (Ministar obrane i Zamjenik ministra obrane)
- Органи, подчинени непосредствено на министъра:
  - Кабинет на министъра (Kabinet ministra)
  - Самостоятелен сектор за вътрешна ревизия (Samostalni odjel za unutarnju reviziju)
  - Самостоятелен отдел за поддръжка на Военния ординат в Република Хърватия (Samostalni odjel za potporu Vojnom ordinarijatu u Republici Hrvatskoj)
- Органи на Министерството на отбраната
  - Главен секретариат на МО (Glavno tajništvo ministarstva)
  - Служба за общи международно-правни дейности и законотворчество (Služba za opće međunarodno-pravne poslove i izradu akata)
  - Сектор за гражданско-правни административни дейности (Sektor za građansko-pravne i upravne poslove)
  - Военнодисциплинарен съд (Vojnostegovni sud)
  - Самостоятелен сектор за обществени поръчки (Samostalni sektor za javnu nabavu)
  - Самостоятелен сектор за информационни и комуникационни системи (Samostalni sektor za informacijske i komunikacijske sustave)
  - Самостоятелна служба за връзки с обществеността и печатни дейности (Samostalna služba za odnose s javnošću i izdavaštvo)
  - Самостоятелна служба на военното въздушно движение (Samostalna služba za vojni zračni promet)
- Ресорни директорати, начело с помощник-министри на отбраната:
  - Директорат за отбранителна политика М1 (Uprava za obrambenu politiku)
    - Сектор за отбранителна политика и планиране (Sektor za obrambenu politiku i planiranje)
    - Сектор за международно отбранително сътрудничество и сигурност (Sektor za međunarodnu obrambenu suradnju i sigurnost)

  - Директорат за човешки ресурси М2 (Uprava za ljudske resurse)
    - Сектор за управление на човешките ресурси (Sektor za upravljanje ljudskim resursima)
    - Сектор за поддръжка на управлението на човешките ресурси (Sektor za potporu upravljanja ljudskim resursima)

  - Директорат за материални ресурси M3 (Uprava za materijalne resurse)
    - Сектор за въоръжения (Sektor za naoružanje)
    - Сектор за инфраструктурна поддръжка, строителство и защита на околната среда (Sektor za nekretnine, graditeljstvo i zaštitu okoliša)
    - Служба за прием и контрол на качеството (Služba za prijam i kontrolu kvalitete)
    - Служба за поддръжка (Služba za potporu)

  - Директорат за финанси и бюджетна политика М4 (Uprava za financije i proračun)
    - Сектор за бюджетна политика и анализ (Sektor za proračun i analize)
    - Сектор за финанси и счетоводство (Sektor za financije i računovodstvo)

Подчинени структури:
- Генерален щаб на Въоръжените сили на Република Хърватия (Glavni Stožer Oružanih snaga Republike Hrvatske (GS OS RH))
- Инспекторат на отбраната (Inspektorat obrane)
- Военна агенция за сигурност и разузнаване (Vojna sigurnosno-obavještajna agencija)

### Генерален щаб на Въоръжените сили
Генералният щаб на Въоръжените сили на Република Хърватия (Glavni stožer Oružanih snaga Republike Hrvatske (GS OS RH)) е формиран на 21 септември 1991 г. като Генерален щаб на Хърватската войска (Glavni stožer Hrvatske vojske) по време на хърватската Война за независимост с първи началник генерал Антон Тус.
Генералният щаб е висшият военен ръководен орган на държавата, осигуряващ управление на войските и военна експертиза за висшето държавно ръководство на републиката. Той е интегрална част от Министерството на отбраната. Той отговаря за тактическото, оперативното и стратегическото планиране и осигуряване на силите.
Висшият командващ на Хърватските въоръжени сили е Началникът на Генералния щаб – единственият хърватски офицер със звание с четири звезди (генерал / адмирал). В Хърватските въоръжени сили в системата от военни звания на генерал (4 звезди) съответства званието „съборен генерал“ (хърватски: general zbora). Той е подпомаган от Първи заместник-началник на Генералния щаб със звание с три звезди (генерал-лейтенант / вицеадмирал) (в хърватската система от чинове на генерал-лейтенант съответства генерал-полковник, хърватски: general pukovnik), Директор на Генералния щаб със звание с две звезди (генерал-майор / контраадмирал), Кабинет на Началника на Генералния щаб и Първи подофицер на Въоръжените сили на Република Хърватия.
Генералният щаб е съставен от 6 отдела, оглавявани от офицери със звание (генерал-майор / контраадмирал):
- Отдел за личен състав (Uprava za personalne poslove (J-1))
- Отдел за разузнаване (Uprava za obavještajne poslove (J-2))
- Отдел за оперативно управление и обучение (Uprava za operativne poslove i obuku (J-3/7)
- Отдел за логистика (Uprava za logistiku (J-4/8))
- Отдел за планиране (Uprava za planiranje (J-5/9))
- Отдел за комуникационно-информационни системи (Uprava za komunikacijsko-informacijske sustave (J-6))

Освен тях в състава му влизат:
- Командно-оперативен център (Zapovjedno-operativno središte (ZOSr))
- Криминален отдел на военната полиция (Оdjel kriminalističke vojne policije (OKVP))

На пряко подчинение на Генералния щаб са следните подразделения:
- Щабквартира на Генералния щаб (Dom Glavnog stožera Oružanih snaga (DGSOS))
- Почетен гвардейски батальон (Počasno-zaštitna bojna (PZB))
- Полк военна полиция (Pukovnija vojne policije (PVP))
- Център за разузнавателни операции (Središnjica za obavještajno djelovanje (SOD))
- Център за комуникационно-информационни системи (Središnjica za komunikacijsko-informacijske sustave (SKIS))
- Център за управление на персонала (Središnjica za upravljanje osobljem (SUO))

### Хърватска наземна войска
Хърватската наземна войска (Hrvatska kopnena vojska (HKoV)) е сухопътният боен компонент на Въоръжените сили на Република Хърватия. Тя включва всички техни конвенционални сухопътни бойни подразделения. Начело стои висш офицер със звание генерал-майор (general bojnik), а заместник-командващ ХНВ и началник-щаб е офицер със звание бригаден генерал (brigadni general). В това отношение сухопътните войски са равни по ранг с ВВС и ВМС. ХНВ е създадена след края на Хърватската война за независимост на базата на Хърватската национална гвардия (Zbor narodne garde) и местното опълчение (domobranci). След силното редуциране на въоръжените сили най-отличилите се във войната и най-боеспособни съединения – седемте гвардейски бригади са свити по щат до батальони и формират двете съвременни бойни бригади на сухопътните войски, а самостоятелни подразделения формират осмия боен батальон и по тази причина той няма традиционно име. Хърватската наземна войска е съставена от Командване, Гвардейска бронемеханизирана бригада, Гвардейска моторизирана бригада, Командване на ХНВ за доктрина и обучение (бригаден еквивалент), самостоятелни полкове и батальони.
Хърватска наземна войска (Hrvatska kopnena vojska)
- Командване (Zapovjedništvо HKoV) (Карловац)
- Щабквартира (Dom Zapovjedništva HKoV (DZ HKoV)) (Карловац) (Тилова поддръжка на армейското командване)
- Свързочен батальон (Bojna veze) (Велика Горица)
  - Командване (Zapovjedništvo)
  - Командна рота (Zapovjedna satnija)
  - Рота експедиционен комуникационен възел (Satnija RKM)
  - 1-ва Свързочна рота (1.satnija veze)
  - 2-ра Свързочна рота (2.satnija veze)
- Гвардейска бронемеханизирана бригада (Gardijskа oklopno-mehanizirana brigadа ('GOMBR')) (Винковци)
  - Бригадно командване (Zapovjedništvo brigade) (Винковци)
  - Командна рота (Zapovjedna satnija) (Винковци)
  - Танков батальон „Белки“ (Tenkovska bojna „Kune“) (Гашинци)
  - Брониран батальон (Oklopna bojna) [една танкова, две механизирани роти] (Гашинци)
  - 1-ви Механизиран батальон „Соколи“ (1. mehanizirana bojna „Sokolovi“) (Винковци)
  - 2-ри Механизиран батальон „Пуми“ (2. mehanizirana bojna „Pume“) (Винковци)
  - Артилерийско-ракетен дивизион (Topničko-raketna bojna) (Гашинци)
  - Противовъздушен дивизион (Bojna PZO) (Гашинци)
  - Инженерен батальон (Inženjerijska bojna) (Винковци)
  - Разузнавателна рота (Izvidnička satnija) (Винковци)
  - Свързочна рота (Satnija veze) (Винковци)
  - Логистична рота (Logistička satnija) (Винковци)
- Гвардейска моторизирана бригада (Gardijskа motorizirana brigadа ('GMBR')) (Книн)
  - Бригадно командване (Zapovjedništvo brigade) (Книн)
  - Командна рота (Zapovjedna satnija) (Книн)
  - 1-ви Механизиран батальон „Тигри“ (1. mehanizirana bojna „Tigrovi“) (Петриня)
  - 2-ри Механизиран батальон „Гръмотевици“ (2. mehanizirana bojna „Gromovi“) (Петриня)
  - 1-ви Моторизиран батальон „Вълци“ (1. mehanizirana bojna „Vukovi“) (Госпич)
  - 2-ри Моторизиран батальон „Паяци“ (2. mehanizirana bojna „Pauci“) (Книн)
  - Артилерийско-ракетен дивизион (Topničko-raketna bojna) (Слунь)
  - Противовъздушен дивизион (Bojna PZO) (Бенковац)
  - Инженерен батальон (Inženjerijska bojna) (Синь)
  - Разузнавателна рота (Izvidnička satnija) (Книн)
  - Свързочна рота (Satnija veze) (Книн)
  - Логистична рота (Logistička satnija) (Книн)
- Командване за обучение и доктрина на ХНВ „Фран Крсто Франкопан“ [бригадно командване] (Осиек)
  - Командване и щаб (Zapovjedništvo i stožer)
  - Щабквартира (Dom zapovjedništva) (Осиек)
  - Отдел за обучение и доктрина (Odjel za obuku i doktrinu)
  - Пехотен полк (Pješačka pukovnija) (Гашинци)
  - Център за бойна подготовка (Središte za borbenu obuku) (Слунь)
  - Център за основна подготовка (Središte za temeljnu obuku) (Пожега)
  - Симулационен център (Simulacijsko središte) (Загреб)
- Артилерийско-ракетен полк (Topničko-raketna pukovnija) (Бйеловар)
- Противовъздушен полк (Pukovnija PZO (P PZO)) (Задар – Земуник)
  - Командване (Zapovjedništvo) (Задар – Земуник)
  - Командна батарея (Zapovjedna bitnica) (Задар – Земуник)
  - 1-ви Смесен дивизион (1. Mješovita bojna) (Задар – Земуник)
  - 2-ри Смесен дивизион (2. Mješovita bojna) (Удбина)
  - 3-ти Смесен дивизион (3. Mješovita bojna) (Загреб)
- Инженерен полк (Inženjerijska pukovnija) (Карловац)
  - Речен батальон (Rječna bojna)
- Батальон за ЯХБЗ (Bojna NBKO) (Велика Горица)
- Център за подготовка за международни военни операции (Središte za međunarodne vojne operacije) (Ракитйе)
  - Командване (Zapovjedništvo)
  - Секция за поддръжка (Odsjeka za potporu)
  - Секция за планиране, развитие и оценяване (Odsjeka za planiranje, razvoj i ocjenjivanje)
  - Секция за мисии по линия на НАТО и ЕС (Odsjeka za NATO i EU)
  - Секция за мисии по линия на ООН (Odsjeka za UN)
  - Секция за специални курсове за подготовка (Odsjeka za tečajeve posebne namjene)

### Хърватска военна авиация и противовъздушна отбрана
Хърватия разполага със свои собствени военновъздушни сили през два периода в своята история. В самото начало на двадесети век, когато авиацията прохожда, хърватските земи влизат в състава на Австро-унгарската империя – Кралствата Хърватия, Славония и свободният град Пола в състава на Унгария (Транслейтания), а Далмация, Истрия и свободният град Фиуме в състава на Австрия (Цислейтания). Поради близостта си с италианските земи и настъпилите там научни нововъведения през Ренесанса и Новото време множество учени и любители инженери, свързани с хърватските земи имат заслуги за въздухоплаването – Фауст Вранчич (роден във венецианска Далмация като Фаусто Веранцио и служил на венецианската държава, германския император и ръкоположен за католически епископ) конструира първия парашут през 1617 г., внасяйки нововъведения в модел на да Винчи, Крсто Мазарович е първият хърватин, летял с балон през 1789 г., Давид Шварц, унгарски евреин, прекарал младостта си като търговец на дървесина в Жупания конструира заедно с граф Цепелин първия дирижабъл (въздушен кораб с твърда конструкция балонното тяло). Австрийският физик и инженер Петер Залхер е първият заснел аеродинамични вихри с фотографска техника и е един от учените, разработили първите въздушни тунели (вероятно първото подобно съоръжение). На служба в Императорския и кралски военноморски флот на Австро-Унгария прекарва по-голямата част от творческата си кариера във Фиуме. Хърватинът Славолюб Едвард Пенкала конструира първия хърватски самолет през 1909 г., пилотиран от Драгутин Новак. По време на Австро-Унгария и участието на Дунавската монархия в Първата световна война множество хървати влизат в редиците на Императорските и кралски въздушни войски на Австро-Унгария. Най-успешните хърватски асове са Мирослав Навратил (заел през ВСВ поста на министър на отбраната на Независимата хърватска държава) и Раул Стойсавлйевич (син на сърбин от Хърватия и австрийка, роден в Инсбрук), всеки с по 10 въздушни победи, а Виктор Клобучар е първият хърватски военен авиатор, заел висока командна длъжност – командир на военноморската авиация на Императорския и кралски военноморски флот. След загубата на войната и разпада на Австро-Унгария множество хърватски авиатори постъпват на служба във военновъздушните сили на новосъздаденото Кралство на сърби, хървати и словенци, по-късно Кралство Югославия.
След окупацията на Югославия от Третия райх на територията на Хърватия политическото движение на усташите създава с германска подкрепа Независима хърватска държава. Тя създава собствени въоръжени сили през юли 1941 г., получили традиционното име Домобранци и дори изпраща войски на Източния фронт – Хърватския въздушен легион (Hrvatska zrakoplovna legija), съставен от изтребителна ескадрила, въоръжена с Messerschmitt Bf 109 (15-а (хърватска) Авиогрупа на 52-ра Изтребителна ескадра (15.(Kroatische)/Jagdgeschwader 52)) и бомбардировъчна ескадрила, въоръжена с Dornier Do 17Z (като 10-а (хърватска) Авиогрупа на 3-та Бомбардировъчна ескадра на Луфтвафе (10.(kroatischе)/ Kampfgeschwader 3)). За четири месеца на фронта е още една хърватска ескадрила – 15-а (хърватска) Авиогрупа на 53-та Бомбардировъчна ескадра (15.(kroatischе)/ Kampfgeschwader 53. И двата типа самолети са немско производство, закупени от Кралските югославски ВВС. Хърватските пилоти, преминали на служба във ВВС на новата държава имат опит с тези типове самолети и преминават в Германия обучение на по-нови модификации, преди да бъдат изпратени на Източния фронт. Хървати се сражават и на страната на съюзниците, както в 352-ра Ескадрила на Кралските ВВС, така и в новосформираните ВВС на югославските партизани, организирани от хърватските пилоти Руди Чаявец и Франьо Клуз. След края на войната Югославия е възстановена като Федеративна социалистическа република Югославия и хърватите служат в редовете на Югославската народна армия.
След настъпилата тежка икономическа криза в Югославия през втората половина на 80-те години на XX век и задълбочилите се междуетнически конфликти, федерацията се разпада. Хърватия обявява независимостта си и започва кръвопролитна война между силите на сепаратистите и Югославската народна армия, която изтегля по-голямата част от модерното си сухопътно въоръжение и почти целите си ВВС и ВМС от територията на Хърватия и това дава на федералното правителство в Белград голямо тактическо предимство във войната. ВМС почти необезпокоявани обстрелват брегови обекти, а югославските ВВС нанасят свободно въздушни удари. Има единични случаи на дезертиране на хърватски пилоти по време на полет, заедно с авиационната им техника на страната на отцепниците, предимно няколко изтребителя МиГ-21 и вертолета Ми-8. Хърватската национална гвардия (Zbor narodne garde (ZNG) – новосъздадените въоръжени сили на републиката) полагат усилия да военизират летателни апарати на хърватското МВР и местни авиоклубове – основно леки витлови самолети УТВА-75, оборудвани с 90-мм НУРС и автоматични гранатомети, транспортни биплани Ан-2 и един – два полицейски вертолета, включително връщане в експлоатация на експонати от Техническия музей в Загреб. Отчайващата нужда от авиационни подразделения кара хърватите да прибягват до мерки, като направата на импровизирани авиобомби от битови бойлери и газови бутилки, напълнени с експлозиви и оборудвани с детонатори, т.нар. „бойлерни бомби“, хвърляни от Ан-2 ръчно от бордните техници. Нуждата от въздушно разузнаване стимулира производството в полеви условия на безпилотни самолети местна разработка.
Първият боен пилот, който дезертира от ВВС на ЮНА е капитан Рудолф Перишин, който каца на 25 октомври 1991 г. с разузнавателен МиГ-21Р на международното летище и авиобаза Грац – Талерхоф в Австрия. При задържането си от австрийските власти кап. Перишин иска политическо убежище. По международното законодателство самолетът е интерниран, тъй като в съседна Югославия се води война, а пилотът е освободен и преминава в Хърватия, където се присъединява към новосформираните хърватски ВВС. Първият боен самолет на новите ВВС е МиГ-21бис, с който кап. Даниел Борович дезертира на 4 януари 1992 г., кацайки на международното летище Загреб – Плесо, днес основна авиобаза на ВВС на Хърватия. На самолета веднага са нанесени хърватското знаме на вертикалния стабилизатор и хърватският герб като временен опознавателен знак, както и борден номер 101. На 24 юни 1992 г. изпълнявайки бойна задача с него кап. Антон Радош има нещастието да бъде свален от собствените наземни сили с ПЗРК Стрела-2М, катапултира над сръбска територия, пленен е и изчезва безследно.
На 15 май 1992 г. още двама хърватски бойни пилоти дезертират със своите МиГ-21бис – капитаните Иван Селак и Ивица Ивандич. Те са включени в състава на 1-ва ескадрила на хърватските ВВС, заедно с борден номер 101, загубен само шест седмици след това. Поради скорошните сражения край Вуковар и обстрела на Дубровник освен бордни номера двата самолета получават и почетните наименования „Отмъстител на Вуковар“ („Osvetnik Vukovara“), борден номер 103 и „Отмъстител на Дубровник“ („Osvetnik Dubrovnika“), борден номер 102. Година по-късно по време на лов за югославските тактически ракетни комплекси Р-60 „Луна“ в Босна и Херцеговина е загубен още един МиГ-21 и така 1-ва Ескадрила остава с един-единствен изтребител. Но това бързо се променя. Със съдействието на Полша от Украйна са закупени първо 25, а по-късно още 15 МиГ-21 (общо 32 МиГ-21бис и 8 МиГ-21УМ). Те са доставени с автомобилен транспорт от Украйна през Полша, Словакия и Унгария. На въоръжение са приети 16 МиГ-21бис и 4 МиГ-21УМ, а останалите 20 самолета са използвани като източник на резервни части. Двадесетте оперативни машини са разпределени по равно в новосформираните 21-ва Изтребителна самолетна ескадрила на 91-ва Авиобаза Загреб – Плесо (91. Zrakoplovna baza / 21. Eskadrila lovačkih zrakoplova, бившата 1-ва Изтребителна самолетна ескадрила) и 22-ра Изтребителна самолетна ескадрила на 92-ра Авиобаза Пула (92. Zrakoplovna baza / 22. Eskadrila lovačkih zrakoplova).
Машините до голяма степен изравняват възможностите на хърватите за водене на бойни действия против сърбите и макар да не са модерни бойни самолети МиГ-овете позволяват хърватските ВВС да организират ПВО, визуално въздушно разузнаване и ограничена авиационна поддръжка от въздуха с неуправляеми 250-кг авиобомби, блокове НУРС и оръдейна стрелба на наземните сили. По същия път са доставени 11 или 12 бойни вертолета Ми-24Д/В, както и 2 Ан-32Б и между 10 и 20 Ми-8/17. МиГ-овете и Ми-тата вземат активно участие в заключителните операции срещу хърватските сърби през 1995 г., които слагат край на република Сръбска Крайна и на хърватската война за независимост.
След войната за нуждите на авиационната школа са закупени 20 швейцарски турбовитлови учебно-тренировъчни самолета Pilatus PC-9/M, 10 газотурбинни вертолета Бел 206 и 5 бутални витлови учебни самолета Zlin 242L. За борба с горските пожари са закупени и самолети Canadair CL-415 и Air Tractor 802, а малкото останали самолети югославско производство като Soko G-2 Galeb и УТВA-75 са изведени от въоръжение поради недостиг на резервни части (наложеното от сърбите ембарго в резултат на войната). За сметка на руски външнотърговски дълг са доставени 12 десантно-транспортни вертолета Ми-171Ш. Авиобаза Пула е разформирована, заедно с 22-ра Изтребителна самолетна ескадрила. 21-ва Изтребителна самолетна ескадрила остава с 8 едноместни и 4 двуместни МиГ-21бис/УМ, модернизирани първо от „Аеростар“ в Бакъу, Румъния, а по-късно и в Украйна (последната сделка предизвиква скандал с излязла информация за нередности с вложените в ремонта части, разследвания за корупция, съдебни дела и поста на военния министър). През 2016 г. е доставката на 16 въоръжени разузнавателни вертолета OH-58D Kiowa Warrior (военизирана версия на Bell 206), снети от въоръжение от Американската армия.
Хърватска военна авиация и противовъздушна отбрана (Hrvatsko ratno vozduhoplovstvo i Protuzračna odbrana)
- Командване (Zapovjedništvо HRZ i PZO) (Карловац)
- Командна рота на ХВА и ПВО (Zapovjedna satnija (ZS Z HRZ-a i PZO) (Загреб – Плесо) (Тилова поддръжка на армейското командване)
  - Командане (Zapovjedništvо)
  - Свързочен взвод (Vod veze)
  - Щабквартира (Dom Zapovjedništvо HRZ i PZO)
- 91-ва Авиобаза (91. zrakoplovna baza (91. ZB HRZ i PZO)) (Загреб – Плесо)
  - Командане (Zapovjedništvо 91. ZB)
  - Командна рота (Zapovjedna satnija)
  - Изтребителна самолетна ескадрила (Eskadrila borbenih aviona)
  - Транспортна самолетна ескадрила (Eskadrila transportnih aviona)
  - Многоцелева вертолетна ескадрила (Eskadrila višenamjenskih helikoptera) (Загреб – Лучко)
  - Авиотехнически батальон (Zrakoplovno-tehnička bojna)
- 93. zrakoplovna baza [93. ZB HRZ i PZO-a] (Задар – Земуник)
  - Командане (Zapovjedništvо 93. ZB)
  - Командна рота (Zapovjedna satnija)
  - Противопожарна самолетна ескадрила (Protupožarna eskadrila) [Canadair CL-415, Air Tractor AT-802]
  - Транспортна вертолетна ескадрила (Eskadrila transportnih helikoptera) [Mи-8МТВ-1] (Сплит – Дивулйе)
  - [Учебна] Самолетна ескадрила (Eskadrila aviona) [Pilatus PC-9/M, Zlin Z-242L]
  - [Учебна] Вертолетна ескадрила (Eskadrila helikoptera) [B.206L, ескадрилата ще получи въоръжени разузнавателни леки вертолети OH-58D Kiowa Warrior втора ръка, изведени от въоръжение от Авиацията на Американската армия и ще промени наименованието си на Бойна вертолетна ескадрила (Eskadrila borbenih helikoptera)
  - Авиотехнически батальон (Zrakoplovno-tehnička bojna)
- Учебен център на ХБА и ПВО „Рудолф Перешин“ (Središte za obuku HRZ i PZO „Rudolf Perešin“ (SzO-a HRZ-a i PZO) (Задар – Земуник)
  - Командане (Zapovjedništvо SzO HRZ i PZO „Rudolf Perešin“)
  - Пилотско училище (Pilotska škola)
  - Учебен отдел (Odjel za obuku) [за курсанти офицерски кандидати]
  - Учебна рота (Satnija za obuku) [за обучение на специалисти подофицери и войници]
- Батальон за наблюдение на въздушното пространство и управление (Bojna zračnog motrenja i navođenja) (Загреб – Плесо)
  - Командване (Zapovjedništvo bZMIN)
  - Център за наблюдение на въздушното пространство Подворница (Središte za nadzor zračnog prostora Podvornica (SzNZP))
  - Секторен оперативен център Сплит (Sektorsko operativno središte Split (SOS)) [координира взаимодействието най-вече с ВМС и БО]
  - 5 радарни поста (реt radarskih postaja): Сльеме, Боринци, Папук, Учка и Рота
  - Рота за обслужване и снабдяване за радио-техническа техника (Satnija za zrakoplovno-tehničko održavanje i opskrbu)

### Хърватски военен флот
Хърватите имат дългогодишни морски традиции. През Средновековието по крайбрежието на хърватските земи са установени множество търговски фактории на италианските търговски морски републики, а по техен модел възниква и морската Дубровнишка република. След покоряването ѝ от страна на османците дубровнишките търговци получават специални права от Високата порта на свободна търговия в границите на империята, но републиката, подобно и на италианските морски републики, влиза в дългогодишен упадък. След краткотрайните Илирийски провинции, създадени от Наполеон като клиентска държава на Френската империя, която не би могла да оцелее без покровителството на Париж, Хабсбургите установяват властта си над цялото хърватско крайбрежие, включително над бившите венециански територии, след като са анексирали самата Венецианска република десетилетия по-рано. Австрийската, а по-късно австро-унгарската морска търговия, както и императорският военноморски флот са концентрирани в хърватските пристанища Пула и Риека (макар по онова време те да са населени от италианско мнозинство и познати с италианските им имена Пола и Фиуме). Множество от моряците и офицерите на Императорския военноморски флот и на търговския флот са с хърватски произход.
След загубата на войната от страна на Австро-Унгария Хабсбургската империя се разпада, а хърватските и словенските ѝ земи се присъединяват към Кралство Сърбия, формирайки Кралство на сърби, хървати и словенци, а по-късно Кралство Югославия. Подобно и на Австро-Унгария, хърватите запазват водещите си позиции във военния и търговския флот и на югославската държава. По време на Втората световна война след капитулацията на Югославия е създадена Независима хърватска държава, но поради ревността на фашистка Италия и поради икономически трудности тя успява да създаде повече от скромни военноморски сили с малък брой торпедни катери и спомагателни кораби, наследени от кралския военноморски флот. След Втората световна война Югославия е възстановена като федеративна социалистическа република, в която Хърватия е съставна социалистическа република. Тя си възвръща водещата позиция във военноморския флот, търговския флот и корабостроенето измежду трите федеративни републики с излаз на Адриатическо море, наричано от хърватите Ядранско (Словения, Хърватия и Черна Гора), но враждебността между сърби и хървати постепенно нараства, за да ескалира с избухналата икономическа криза през втората половина на 80-те години на ХХ век. Съвкупността от тези процеси води до разпад на федерацията, след краткотраен ограничен конфликт в Словения и по-продължителни и кръвопролитни войни в Хърватия и Босна и Херцеговина.
Хърватия се отцепва от федерацията през 1991 г. и новата държава създава формално военноморски флот, но ВМС на Югославската народна армия евакуират по-голямата част от флота си в Котор в Черна гора и така си запазват силно преимущество по море над младата държава. За хърватите остават само няколко малки кораба в строеж или ремонт, сред които модерните ракетни катери от клас „Крал“ (Kralj). Днешното състояние на хърватските ВМС съответства на размерите и икономическото състояние на страната, граничеща по адриатическото крайбрежие с приятелски държави (Италия, Словения и Черна Гора), но не и на дългата крайбрежна ивица и важността ѝ за националната икономика. Поради това държавата предприема скромни, но последователни и структурирани мерки за засилване на способностите на военноморските си сили, повечето от които са отложени по икономически причини за след 2020 г.
Хърватски боен флот (Hrvatska ratna mornarica)
- Командване (Zapovjedništvо HRM) (Сплит – Военноморска база Лора)
- Щабна рота на Командването (Zapovjedna satnija Zapovjedništva HRM) (Сплит – Военноморска база Лора) [Тилова поддръжка на Флотското командване]

- Флотилия на ХБФ (Flotila HRM) [съответства на полк, командва се от капитан I ранг (Сплит – Военноморска база Лора)
  - Командване (Zapovjedništvо Flotile HRM)
  - Дивизион за надводни операции (Divizijun za površinsko djelovanje)
  - Дивизион за поддръжка (Divizijun za potporu)
  - Противоминен дивизион (Protuminski divizijun)
  - Отряд правителствени кораби (Odred rezidencijalnih brodova)

- Брегова охрана на Република Хърватия (Obalna straža RH) [съставна част от хърватските ВМС и същевременно полицейска и спасителна структура на море, съответства на полк, командва се от капитан I ранг (Сплит – Военноморска база Лора)
  - Командване (Zapovjedništvо Obalne straže RH)
    - Специална група на командира (Osobna skupine zapovijednika)
    - Оперативен отдел (Odjel za operativne poslove)
    - Отдел за поддръжка (Odjel za potporu)
    - Административен подотдел(Administrativni pododsjek)

  - 1-ви Дивизион (1.divizijun)
  - 2-ри Дивизион (2.divizijun) (Пункт за базиране Пула)
  - Авиационни сили (Zrakoplovne snage) (част от ВВС, оперативно подчинени на Бреговата охрана)
    - 4 Ми-8MTВ-1 в авиобаза Сплит – Дивулйе за морско търсене и спасяване.
    - 2 Pilatus PC-9 в авиобаза Задар – Земуник за морско патрулиране.
- Военноморска база [съответства на полк, командва се от полковник (Сплит – Военноморска база Лора)
  - Командване (Zapovjedništvо Pomorske baze)
  - Батальон за обслужване на кораби и плавателни средства (Bojne za održavanje plovila i TMS)
  - Рота за снабдяване и транспорт (Satnije za opskrbu i transport)
  - Домакинска служба на казарма „Свети Никола“ – Военноморска база „Лора“) (Орslužništva vojarne Sv. Nikola – Lora)
  - Санитарна амбулатория (Sanitetska ambulantea)
  - Тилова рота (Satnija za osiguranje)
  - Клон на военноморската база „Север“ (Пула)
  - Клон на военноморската база „Юг“ (Плоче)
- Батальон на бреговата служба за наблюдение и разузнаване (Bojna obalne službe motrenja i obavješćivanja (Bojna OSMiO)) (Сплит – Военноморска база Лора)
  - Командване (Zapovjedništvо Bojnе OSMiO)
  - 4 радарни поста с радари ENHANCED PEREGRINE: Ластово, Дуги Оток, Млет и Вис
  - 9 радарни поста с радари GEM SC-2050XS: Савудрия, Бриюни, Мали Лошин, Дуги Оток, Жирйе, Ластово, Млет, Вис и Молунат.
  - свързочни и разузнавателни системи: ZIS „JADRAN“, IS „SEVID“, NTDR (UHF), SINCGARS (VHF), системи на къси вълни, радио-релейни постове, системи за ИЧ-наблюдение и т.н.
- Учебен център на ХБФ (Središte za obuku HRM (SzO HRM)) [съответства на полк, командва се от капитан I ранг (Сплит – Военноморска база Лора)

### Командване на специалните сили
Командването за специални операции (хърватски: Zapovjedništvo specijalnih snaga (ZSS)) е формирано на 8 февруари 2015 г. като самостоятелно формирование на подчинение на Генералния щаб на Въоръжените сили на Република Хърватия. Създадено е на базата на Батальона за специални операции (Bojnа za specijalna djelovanja (BSD)), на свой ред създаден на 8 февруари 2000 г. Основната разлика е, че макар батальонът да е самостоятелно формирование на централно подчинение, то е тактическо подразделение и на оперативно ниво се управлява от командирите на конвенционалните сили. По новата стратегия на НАТО (която следва и Българската армия) силите за специални операции се извеждат от състава на конвенционалните сили, които да концентрират в себе си обучението, тиловата поддръжка, развитието на оперативната доктрина, способите за употреба и развитието и техническото окомплектоване на специалните сили, както и най-вече оперативното управление на силите. Така на мястото на предишния батальон с численост от около 300 души и командван от подполковник възниква командване предполагаем числен състав от около 500 души и оглавявано от бригаден генерал.
Командване на специалните сили (Zapovjedništvo specijalnih snaga (ZSS))
- Командване (Zapovjedništvo)
- Командна рота (Zapovjedna satnija (ZS)) – осигурява охраната на ключови обекти, свързочната, логистичната, транспортната, медицинската поддръжка на специалните сили, придобиването, техническото обслужване, ремонта и съхранението на въоръжение, специално оборудване и техника.
- 1-ва Група специални сили (1. Grupa specijalnih snaga (1.GSS)) – Елемент специални сили, специализиран в провеждането на три основни типа задачи по суша – директни действия (неутрализиране и унищожение на вражески обекти и лица от особена важност); специално разузнаване и наблюдение (скрито разузнаване и наблюдение, включително със специално разузнавателно оборудване на вражески обекти и лица от особена важност); военна помощ (обучение на партизански групи на приятелски сили в тила на врага, провеждане на хуманитарни операции в обекти райони под вражески контрол)
- 2-ра Група специални сили (2. Grupa specijalnih snaga (2.GSS)) – Елемент специални сили, специализиран в провеждането на трите основни типа задачи, както и 1-ва ГСС, но със специализация за действия по вода (в морето, в езера, водоеми и реки). Това означава, че когато операцията се провежда в близост до (или на) водни пространства, които могат да бъдат използвани за придобиване на тактическо предимство (например морски диверсии, доставка на специалните сили с лодки до обекта или ексфилтрация с лодки от него, проникване в близост до водопад или ВЕЦ, който да скрие шума от действията на специалните сили, щурмуване на кораб, завзет от терористи и т.н.) водеща е 2-ра Група. При действия на суша водеща е 1-ва Група. Това не значи, че групите не си взаимодействат. При нужда от подкрепления всяка група може да бъде включена в операции на другата.
- Рота командос (Komando satnija (KS)) – Ротата командос е елемент за огнева и оперативна поддръжка на двете групи специални сили подобно на поддръжката, която 75-и Рейнджърски полк на Американската армия оказва на Зелените барети в рамките на Командването за специални операции на Армията на САЩ. Ротата се попълва с кадри, преминали обучението си в учебната рота и е междинно звено между нея и групите специални сили. Пример за използването на ротата командос в специални операции може да бъде осигуряването на прикритието на базов полеви лагер за провеждането на операция по скрито разузнаване и наблюдение, използването на десантни лодки или автомобилна техника за доставката и ексфилтрацията на елемента специални сили, задействан в операцията, осигуряване на огнева и сапьорна поддръжка на елемента специални сили (развръщането на минометен взвод, който да прикрие отстъплението на специалните сили, когато прикритието им е нарушено и те са в реална заплаха, използването на противотанкови ракетни комплекси и/или мини от засада, в случай, че елементът специални сили е преследван по време на отстъплението си). Освен това ротата командос провежда по-задълбочено обучение на бойците си за включването им в групите специални сили, за което те полагат изпит.
- Учебна рота (Satnija za obuku (SO)) – Новите постъпления личен състав за командването постъпват в учебната рота, където протича първоначалното им обучение за специалните сили. Това са бойци от СВ, ВВС, ВМС и Логистичното командване (в много редки случаи директно от цивилния живот) с някаква специализация – пехотинци, парашутисти, сапьори, медици, свързочници, логистици. Предназначението на ротата е да доведе бойната им подготовка до зададения стандарт преди прехвърлянето им в Ротата командос (на бойците) или Командната рота (на персонала за оперативна и тилова поддръжка).

### Командване за поддръжка
Командването за поддръжка на Въоръжените сили на Република Хърватия (Zapovjedništvo za potporu (ZzP)) изпълнява изцяло оперативните логистични функции на въоръжените сили, както и значителна част от логистичните задачи на тактическо ниво и подпомага Генералния щаб на ВС РХ в стратегическото планиране на логистиката. Формирано е на 3 май 2002 г., а през 2007 г. претърпява дълбоко преструктуриране, приемайки в състава си множество разформировани логистиични съединения и подразделения на видовете въоръжени сили, които изграждат подразделенията на командването в днешния му вид. Освен логистичните задачи на хърватска територия, командването формира и временни експедиционни логистични модули за поддръжка на хърватски военни контингенти, участващи в учения и военни операции зад граница.
В първоначалния си вид командването включва Командване, Щабквартира, Материален център, 2 складови, 1 траспортен и 1 строителен батальон, Учебен логистичен център, Новобрански център, Административен център, Авиотехнически завод, Ремонтен завод и Отдел за ексхумация. От 2005 г. командването постепенно започва да нараства, приемайки в състава си намиращите се в процес на разформироване 302-ра, 303-та, 305-а и 306-а логистични бригади, на чиято основа са формирани Снабдителния (Bojna za opskrbu) и Домакинския (Opslužna bojna) батальони. На базата на 333-ти и 334-ти Санитарни батальони (Sanitetskа bojnа'), Авиомедицинския институт (Zavod za zrakoplovnu medicinе), Института за морска медицина (Institut pomorske medicine) и Специализирания консултативно-инструктажен взвод за медицинска защита на 336-и Санитарен батальон на Хърватския военен флот (Vod specijalističko-konzilijarne zdravstvene zaštite iz sastava 336. sanitetske satnije HRM) е формиран днешният Военно-медицински център (Vojno-zdravstveno središte).
Командването е в следния състав:
Командване за поддръжка (Zapovjedništvo za potporu (ZzP))
- Командване (Zapovjedništvo)
- Щабквартира (Dom Zapovjedništva ZzP) [логистична поддръжка на командването, ротен еквивалент] (Загреб)
  - Командване (Zapovjedništvо)
  - Административно-куриерска секция (Administrativno-poštanskog odsjek)
  - Складово-транспортна секция (Opskrbno-transportnog odsjek)
  - Секция за комуникационно-информационна поддръжка (Odsjek za računalno-komunikacijsku potporu)
- Логистично-оперативен център (Logističko operativno središte) [полкови еквивалент, в съдействие с Генералния щаб и командванията на видовете въоръжени сили следи за актуалното състояние на логистиката на хърватските въоръжени сили и планира бъдещото развитие и потребности] (Загреб)
  - Командване (Zapovjedništvo)
  - Секция за поддръжка (Odsjek za potporu)
  - Секция за материално-финансово управление (Odsjek za materijalno-financijsko poslovanje)
  - Отдел за снабдяване (Odjel za opskrbu)
  - Отдел за надзор на изправността и управление на товарите клас V (Odjel za nadzor ispravnosti i upravljanje klasom V)
  - Отдел за техническа поддръжка (Odjel za održavanje)
  - Отдел за контрол на придвижването и транспорт (Odjel za promet i transport)
  - Отдел за поддръжка на инфраструктурата (Odjel za graditeljsku potporu)
  - Отдел за контрол на качеството (Odjel za kontrolu kvalitete)
  - Отдел за информационни системи на логистиката (Odjel za logistički informacijski sustav)
- Военно-медицински център (Vojno zdravstveno središte) [полкови еквивалент] (Загреб)
  - Командване (Zapovjedništvo)
  - Отдел за първична здравна помощ (Odjel za primarnu zdravstvenu zaštitu)
  - Ветеринарен отдел (Odjel za veterinu)
  - Отдел за превантивна медицина (Odjel za preventivno-medicinsku zaštitu)
  - Авиомедицински институт (Zavod za zrakoplovnu medicinu)
  - Институт за морска медицина (Zavod za pomorsku medicinu)
  - Полева болница Роля-2 по стандартите на НАТО (ROLE-2)
- Ремонтен завод (Remontni zavod) [полкови еквивалент] (Загреб)
  - Командване (Zapovjedništvo)
  - Отдел за технически прием и ремонтна поддръжка (Odjel za tehničku pripremu i potporu održavanja)
  - Секция за ремонт на въоръжение (Odsjek za održavanje naoružanja)
  - Секция за ремонт на автомобилна техника и бойни машини (Odsjek za održavanje vozila)
  - Секция за специални средства (Odsjek za specifična sredstva)
  - Секция за поддръжка на ремонтно оборудване и производство на резервни части (Odsjek za strojnu obradu, završne radove i izradu dijelova)
- Център за обучение и доктрина на логистиката (Središte za obuku i doktrinu logistike) [батальонен еквивалент] (Пожега)
  - Командване (Zapovjedništvo)
  - Секция за доктрина и развой на логистиката (Odsjek za doktrinu i razvoj logistike)
  - Секция за обучение и доктрина на интендантската служба (Odsjek za izobrazbu i doktrinu intendantske službe)
  - Секция за обучение и доктрина на контрола на придвижването (Odsjek za izobrazbu i doktrinu prometne službe)
  - Секция за обучение и доктрина на здравната служба (Odsjek za izobrazbu i doktrinu zdravstvene službe)
  - Секция за обучение и доктрина на техническата служба (Odsjek za izobrazbu i doktrinu tehničke službe)
- Домакински батальон (Opslužna bojna) [осигурява домакинското обслужване на военните обекти на територията на Хърватия] (Загреб)
  - Командване (Zapovjedništvo)
  - 24 домакински отдела на казарми, Военната академия и военни полигони
- Снабдителен батальон (Bojna za opskrbu) (Велика Буна)
  - Командване (Zapovjedništvo)
  - Транспортен взвод (Transportni vod)
  - Главна складова база (Središtе za skladištenje MI) (Велика Буна)
  - 3 складови бази (Podsredištе za skladištenje MI) (Трбоунйе, Доляни и Слунь)
  - 4 складови взвода (Vod za skladištenje MI) (Вараждинбрег, Голубич, Черкезовац и Ясиковац)
  - 2 складови отделения (Desetine za skladištenje MI) (Свети Рок и Крижевици)
- Батальон за обща логистична поддръжка (Bojna za opću logističku potporu) (Загреб)
  - Командване (Zapovjedništvo)
  - Команден взвод (Zapovjednog voda)
  - Материален център (Materijalno središtе)
  - Обслужваща рота (Satnijа za usluge)
  - Ремонтна рота (Satnijа za održavanje)
  - Снабдителна рота (Satnijа za opskrbu)
  - Транспортна рота (Satnije za transport)
  - Строителна рота (Satnije za graditeljske radove)
  - Рота за санитарен транспорт(Satnije za sanitetski prijevoz)
- Оркестър на Въоръжените сили на Република Хърватска (Orkestar OSRH) (Загреб)
  - Командване (Zapovjedništvo)
  - Симфоничен духов оркестър (Simfonijski puhački orkestаr)
  - Оркестър на Хърватския военен флот (Orkestra HRM)
  - Хор на Хърватския военен флот „Свети Юрай“ (Klape HRM „Sveti Juraj“)

### Военна академия „Д-р Франьо Туджман“
Военната академия „Д-р Франьо Туджман“ (Hrvatsko vojno učilište „dr. Franjo Tuđman“) е висшата образователна институция, която подготвя командни кадри за въоръжените сили. Структурата включва няколко висши училища, включително „Бан Йосип Йелачич“, „Благо Задро“, „Катарина Зринска“, Командното училище и Подофицерската школа. Персоналът на академията включва 300 души. Всяка година между 100 и 120 чуждестранни курсанти следват в академията.
Военна академия „Д-р Франьо Туджман“
- Началник на ВА (Zapovjednik HVU)
- Военно училище „Бан Йосип Йелачич“ (Ratnoj školi „Ban Josip Jelačić“)
- Командно-щабно училище „Благо Задро“ (Zapovjedno-stožerna škola „Blago Zadro“)
- Офицерско училище „Андрия Матияш Паук“ (Časničkoj školi „Andrija Matijaš Pauk“)
- Подофицерско училище „Дамир Томлянович Гавран“ (Dočasnička škola „Damir Tomljanović Gavran“)
- Езикова школа „Катарина Зринска“ (Škola stranih jezika „Katarina Zrinska“)

## Командващ
Във военно време върховен главнокомандващ на въоръжените сили на Република Хърватия е президентът. От 2015 г. това е Колинда Грабар-Китарович (Kolinda Grabar-Kitarović). В мирно време те са под контрола на министър-председателя чрез министъра на отбраната, на когото докладва командващият въоръжените сили – единственият офицер в страната с чин с четири звезди (генерал/ адмирал). Той е подпомаган в работата си от Генералния щаб на Въоръжените сили на Република Хърватия (Glavni stožer Oružanih snaga Republike Hrvatske).
Генералният щаб е интегрална част от Министерството на отбраната. Структурата отговаря за бойната подготовка, администрирането и оперативното ръководство на въоръжените сили. На негово директно подчинение са няколко подразделения извън състава на видовете сили и командванията. Преди всичко това са Командването за специални операции (формирано на базата на батальона за СО), Почетният гвардейски батальон и Центърът за радиотехническо разузнаване.
Върховен граждански контрол върху въоръжените сили се упражнява от Хърватския Народен събор (парламента), чрез приемането на закони, отбранителни стратегии и бюджета за отбрана.

## Проекти
През 2003 г. модернизационен план на стойност $3 млрд., изготвен от правителството на Ивица Рачан на Социалдемократическата партия покрива периода от 2006 до 2015 г. Настъпилата икономическа рецесия и сериозни корупционни обвинения възпрепятстват изпълнението на голяма част от предвидените точки. Премиерът Зоран Миланович планира изготвянето на нов план за изграждане на въоръжените сили до 2023 г. В Бялата книга на отбраната от 2015 г. се дава приоритет на модернизационните програми на сухопътните войски.
Модернизационни програми:

### Сухопътни войски
- Придобиване на 126 модерни финландски колесни бойни машини Patria AMV 8x8 Modular във варианти БТР и БМП на стойност 2,25 млрд. куни (с опция за придобиване на допълнителни бройки след 2016 г.). Всички машини са доставени. В допълнителна сделка са доставени 115 норвежки дистанционно-управляеми бойни модули Kongsberg Protector (RWS) с 12,7-мм картечници на стойност $38 млн. Допълнителна сделка за 24 дистанционно-управляеми бойни модули с 30-мм автоматични оръдия и контейнери с по 2 американски ПТУР Javelin или израелски EuroSpike н стойност $55 млн. все още не е финализирана.
- Придобиване на 94 многоцелеви италиански автомобила Iveco LMV (Light Multi-role Vehicle) за 220 млн. куни до края на 2012 г. От САЩ са придобити над 200 единици автомобилна техника, което поставя под въпрос изпълнението на цялата поръчка.
- Придобиване на до 18 155-мм самоходни гаубици за замяна на остарелите съветски САУ 2С1 „Гвоздика“. От Германия са закупени 18 самоходни гаубици PzH2000 на въоръжение в Бундесвера за $36 млн.
- Придобиване на 550 5-тонни военни камиона, 200 7,5-тонни камиона и 300 високопроходими автомобила. Доставени са 150 камиона MAN, 30 камиона Мерцедес-Бенц и 50 камиона Ивеко, както и 120 джипа Мерцедес-Бенц G-класа, 60 джипа Land Rover Wolf, 50 джипа Тойота Ленд Крузър, 50 пикапа Нисан Навара. С Германия се водят преговори за придобиването на 380 камиона втора употреба от резервите на Бундесверана стойност 40 – 50 млн. куни.
- Модернизация на основните бойни танкови Джуро Джакович M-84A and M-84A4 Snajper до стандарт M-84D, включващ много от подобренията на Джуро Джакович М-95 Degman. Програмата е замразена заради високите разходи за единичен танк на стойност 20 млн. куни, след модернизацията на 24 бройки за общо 60 млн. куни, но се водят преговори с Джуро Джакович Индустрия за модернизацията на останалите машини от парка на хърватската армия до края на 2017 г. на обща стойност 120 млн. куни.
- Приемане на въоръжение на нов тип основно стрелково оръжие с калибър 5,56 mm НАТО стандарт. Моделът е бул-пъп автоматът VHS на местната компания HS Produkt. Програмата е на обща стойност 200 млн. куни за придобиването на 20 000 бройки автомати с прицели за дневна и нощна стрелба и подцевни гранатомети.

### Военновъздушни сили
- Придобиване на ЗРК система със среден обсег по стандартите на НАТО. Плановете предвиждат придобиването на една батарея на прогнозна стойност $50 – 70 млн. в случай, че се закупи нова техника. Алтернатива е закупуването на система втора ръка от САЩ. В хърватските въоръжени сили зенитно-ракетните комплекси са в състава на сухопътните войски, а не на ВВС.
- Придобиване на ЗРК система с малък обсег до 10 км. Плановете предвиждат придобиването на три батареи. Прогнозната цена на батарея е $17 – 20 млн.
- Ремонт и модернизация на изтребителите МиГ-21 – 12 изтребителя са ремонтирани и модернизирани в Украйна на стойност 80 млн. куни.
- Придобиване на модерен многоцелеви изтребител за замяна на МиГ-21 – Предвижда се закупуването на до 18 машини на стойност 12 – 15 млрд. куни. Хоризонтът на програмата е изместен след 2020 г. Към момента като най-вероятен тип изтребител се спрягат шведският JAS 39E/F Gripen NG или американският F-16 E/F Block 60 Viper. Съществува и опция за придобиване на изтребители F-16 втора ръка от състава на ВВС на САЩ в Европа, но като финансова ефективност подобна сделка не е сериозна алтернатива на придобиването на нови изтребители.
- Придобиване на до 8 вертолета за ПЛО, морско патрулиране, търсене и спасяване и авиомедицинска евакуация – След закупуването на два вертолета Eurocopter EC135 от страна на хърватското Минитерство на вътрешните работи (MUP) военните варианти на този тип вертолети са основният претендент за поръчката. Закупуването на първите четири вертолета за търсене и спасяване и авиомедицинска евакуация се оценява на 100 – 120 млн. куни. Закупуването на 4 допълнителни многоцелеви морски вертолети за противолодъчна отбрана се отлага за след 2020 г. В случай че бъдат избрани 4 вертолета Eurocopter AS.565 Panther сделката се оценява на $170 – 180 млн.
- Придобиване на военно-транспортни самолети за замяна на Ан-32Б – Програмата също е отложена за след 2020 г. Нуждите се оценяват на 2 – 3 машини, а основни претенденти са италианският Alenia Aeronautica C27J и испанският Airbus Military CN295. При поръчка на две машини сделката се оценява на 550 – 580 млн. куни.
- Придобиване на 10 – 12 военно-транспортни самолети за замяна на Ми-8 – Сделката също е отложена за след 2020 г. Хърватия придобива модерни военно-транспортни вертолети Ми-171Ш от Русия за сметка на руски външнотърговски дълг, но страната все още оперира и със старите вертолети от типа на Ми-8, които трябва да бъдат заменени. По оценка на правителството единственото решение е закупуване на 10 нови машини след 2020 г. Най-вероятни кандидати са NH-90 или AS.532 на обща стойност около 2,5 млрд. куни. Десетте придобити Ми-171Ш ще продължат службата си поне още 20 години.
- Придобиване на безпилотни летателни апарати – Не са посочени конкретни бройки и типове. Тъй като летателните апарати ще се използват за контрол на границите и се очаква в скоро време Хърватия да се присъедини към Шенгенското пространство половината от стойността на сделката, оценявана на 100 – 120 млн. куни, се очаква да бъде покрита от ЕС.

### Военноморски сили
Военноморските планове все още не са в завършен вид, но към момента предвиждат:
- Придобиване на 10 нови патрулни катера местно производство, 42-метрови. Обща стойност на сделката е оценявана на 750 млн. куни.
- Придобиване на 2 нови корвети – Стойност на програмата 3 млрд. куни, размери 80 – 125 метра. Поради липса на средства сделката е замразена и предвидена за изпълнение след 2020 г. Най-вероятен кандидат са френските корвети клас Gowind.
- Модернизация на 2 ракетни катера местно производство клас „Крал“ („Kralj“) – нови двигатели и радиоелектронно оборудване. Стойност на сделката 40 млн. куни. Завършена е през 2014 г.
- Модернизация на шведските ПКР RBS-15 – Стойност на програмата 120 млн. куни. 24 – 32 ракети, намиращи се на въоръжение в хърватските ВМС ще преминат модернизация, останалите ще бъдат утилизирани или продадени.
- Ремонт и модернизация на два радара за морско наблюдение Falcon 2 Enhanced Peregrine – Програмата се финансира от Пентагона по линия на американската военна помощ на стойност $8 млн.
- Вероятно придобиване на втори миночистач до 2020 г. – Не са заделени финансови средства. Програмата се оценява на 80 млн. куни.

### Програми в ревизия
- Нов тип БМП за замяна югославските BVP M-80A – Към 2016 г. програмата е замразена. По първоначалните планове на Министерството на отбраната се предвижда закупуването на модерни западни верижни БМП, но към настоящия момент най-вероятното решение е закупуването на допълнителни бройки колесни бойни машини Patria AMV с автоматични оръдия от Финландия, когато финансите на страната позволят това.

## Оръжеен експорт
Хърватия разполага със сравнително силна за размерите на страната военна индустрия. По времето на бивша Югославия Хърватия е съюзната република с най-голяма концентрация на предприятия от тежката индустрия. В Словения са концентрирани високотехнологични производства на военно-промишления комплекс като радиолокационни станции и свързочно оборудване, в Сърбия са самолетостроителните предприятия Орао и УТВА, фабриката за камиони в Прибой и фабриката за стрелково оръжие в Крагуевац. В Босна и Херцеговина край Мостар е вертолетостроителна фабрика за лицензно производство на Aerospatiale Gazelle. В Хърватия е концентрирано производството на бронирани машини от комбината „Джуро Джакович“, автомобилната фабрика „Торпедо“ в Риека, предприятия за производство на стрелково въоръжение, както и основните корабостроителни мощности на Югославия в Сплит и Пула, както и авиоремонтната фабрика „Змай“ край Загреб. След разпада на федерацията множество производства в Хърватия са закрити и военният експорт на страната се състои главно в стрелково въоръжение. През 2012 г. той възлиза на около €120 млн. В международните медии обаче излиза информация и за незаконен трафик на оръжия, произведени в Хърватия по време на Войната за независимост и продадени по нелегални канали заради отпаднала необходимост. Най-актуалните такива данни са за снабдяване на бунтовниците в Сирия.
През 2013 г. хърватският оръжеен експорт е на стойност €143 млн., но това са официалните международни сделки, без данните за незаконен експорт.
През 2014 г. експортът достига 1,5 млрд. хърватски куни (или €200 млн./ $257 млн.) най-вече към натовски страни и Австралия. В края на 2014 г. е обявена голяма сделка с Ирак, включваща 20 000 автомата VHS за Иракски Кюрдистан, 150 000 военни униформи, шлемове и друго военно оборудване на стойност €100 млн.

## Международно сътрудничество
Хърватия се присъединява към НАТО на 1 април 2009 г., а на 1 юли 2013 г. става член на Европейския съюз. Страната участва във военни и хуманитарни операции на двете организации, както и в миротворчески операции на ООН.
| Настоящи мисии                                                                               | Организация                      | Локация          | Численост на контингента |
| -------------------------------------------------------------------------------------------- | -------------------------------- | ---------------- | ------------------------ |
| Военни наблюдатели на ООН в Индия и Пакистан (UNMOGIP)                                       | Организация на обединените нации | Индия и Пакистан | 7                        |
| Мисия на Европейския съюз в Чад – EUFOR Tchad/RCA                                            | Европейски съюз                  | Чад              | 15                       |
| Международни спомагателни сили за сигурност (International Security Assistance Force – ISAF) | НАТО                             | Афганистан       | 321                      |
| United Nations Mission for the Referendum in Western Sahara – MINURSO                        | Организация на обединените нации | Западна Сахара   | 3                        |
| Мисия на Обединените нации в Либерия – UNMIL                                                 | Организация на обединените нации | Либерия          | 3                        |
| Мисия на Обединените нации в Кот д'Ивоар – UNOCI                                             | Организация на обединените нации | Кот д'Ивоар      | 3                        |
| Стабилизационна мисия на Обединените нации в Хаити – MINUSTAH                                | Организация на обединените нации | Хаити            | 3                        |
| Мироопазваща мисия на Обединените нации в Кипър – UNFICYP                                    | Организация на обединените нации | Кипър            | 3                        |